# ジョン・バトラー (第2代オーモンド侯爵)

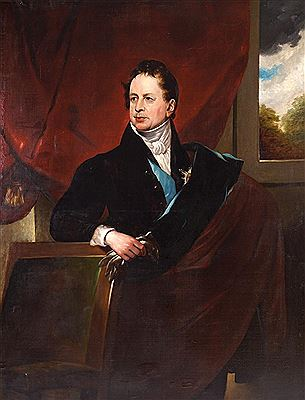
リチャード・ロスウェルによる肖像画、1845年以降。

第2代オーモンド侯爵ジョン・バトラー（英語: John Butler, 2nd Marquess of Ormonde KP、1808年8月24日 – 1854年9月25日）は、イギリスの貴族、政治家。1820年から1825年までサールス子爵の儀礼称号を、1825年から1838年までオソリー伯爵の儀礼称号を使用した。

## 生涯
初代オーモンド侯爵ジェームズ・バトラーとグレース・ルイーザ・ステイプルス（Grace Louisa Staples、1779年1月23日 – 1860年5月3日、ジョン・ステイプルスの娘）の息子として、1808年8月24日にダブリンのメリオン・スクエアで生まれた。1822年から1826年までハーロー校で教育を受けた。
1830年イギリス総選挙において、カウンティ・キルケニー選挙区の現職議員チャールズ・ハーワード・バトラー＝クラークが不出馬を表明したため、オソリー伯爵が立候補した。もう1人の現職議員であるダンキャノン子爵が再度の立候補を表明したほか、ウィリアム・フランシス・フィンが選挙直前に立候補して、オソリー伯爵とダンキャノン子爵に政策への賛否について質問した。オソリー伯爵は選挙法改正とアイルランド国教会の改革について「穏健かつ合理的な改革」（moderate and reasonable reform）を支持すると表明したが、1800年合同法の廃止、秘密投票、普通選挙については反対を表明した。一方、ダンキャノン子爵はカトリック解放、報道の自由、減税への支持を表明した。2人の回答を聞いたフィンは「不必要な戦い」（unnecessary war）を回避するとして立候補を取りやめ、オソリー伯爵とダンキャノン子爵は無投票で当選した。
議会では1830年12月14日に最初の演説をして、キルケニーから提出された地方自治体（コーポレーション、coporation）の不正に関する請願を「誇張された」文言があるとしつつ支持した。1831年3月にアイルランド国教会の十分の一税廃止を求める請願を提出（同年10月に2度目の請願を提出）、第1次選挙法改正における第1次法案の第二読会（1831年3月22日）に賛成、トーリー党のアイザック・ガスコイン議員が提出した法案改正動議に反対した。続く1831年イギリス総選挙でダンキャノン子爵とともに無投票で再選、選挙法改正の第2次法案の第二読会（1831年7月6日）と第3次法案の第二読会（1831年12月17日）に賛成票を投じたが、第3次法案の第三読会（1832年3月22日）には欠席した。イングランドの選挙法改正が可決された後、1832年アイルランド改革法案の第二読会（1832年5月25日）に賛成票を投じた。その後、1833年1月まで解散総選挙が行われないと予想したため、オソリー伯爵は考古を目的としてイタリアを旅したが、実際には1832年末に総選挙が行われ、イタリアに滞在していたオソリー伯爵は友人の説得を受けて立候補を諦めた。オソリー伯爵は旅での見聞をまとめて、1850年に『シチリアの秋』（An Autumn in Sicily, Being an Account of the Principal Remains of Antiquity Existing in that Island, with Short Sketches of its Ancient and Modern History）という著作を出版した。この著作により、考古学者としての名声を得たという。
旅行のほかにも芸術収集を趣味としており、自身が所有するキルケニー城にギャラリーを設けたほどだった。妻フランシス・ジェーンも建築家を招聘してキルケニー城を改築した。
1838年5月18日に父が死去すると、オーモンド侯爵位を継承した。1841年9月から1852年2月までと1853年1月13日から1854年9月までの2度にわたって侍従たる議員を務め、1845年9月17日に聖パトリック勲章を授与された。また、1849年から1854年に死去するまでキルケニー県の民兵隊隊長を務めた。
1854年9月25日、家族とともにウェックスフォード県ロフタス・ホールに滞在していたときに病死、息子ジェームズ・エドワード・ウィリアム・セオバルドが爵位を継承した。

## 家族
1843年9月19日、フランシス・ジェーン・パジェット（Frances Janes Paget、1817年5月2日 – 1903年8月26日、サー・エドワード・パジェットの娘）と結婚、4男2女をもうけた。
- ジェームズ・エドワード・ウィリアム・セオバルド（1844年 – 1919年） - 第3代オーモンド侯爵
- メアリー・グレース・ルイーザ（1846年3月7日 – 1929年1月17日） - 1877年7月11日、ウィリアム・ヘンリー・ウェントワース＝フィッツウィリアム（英語版）（1830年12月26日 – 1920年7月10日、第6代フィッツウィリアム伯爵ウィリアム・ウェントワース＝フィッツウィリアム（英語版）の息子）と結婚、子供あり
- ジェームズ・ヒューバート・ヘンリー・トマス（James Hubert Henry Thomas、1847年 – 1867年）
- ジェームズ・アーサー・ウェリントン・フォーリー（英語版）（1849年 – 1943年） - 第4代オーモンド侯爵
- ジェームズ・セオバルド・バゴット・ジョン（英語版）（James Theobald Bagot John、1852年8月24日 – 1929年6月16日） - 1885年7月28日、アナベラ・ブライドン・ゴードン（Annabella Brydon Gordon、1843年5月6日没、コスモ・レイド・ゴードンの娘）と結婚、子供あり。第7代オーモンド侯爵チャールズ・バトラーの父
- ブランシュ・ヘンリエッタ・マリア（Blanche Henrietta Maria、1854年2月5日 – 1914年2月6日） - 1882年6月14日、カスバート・エリソン・エドワーズ（Cuthbert Ellison Edwardes、1838年1月16日 – 1911年9月8日、第3代ケンジントン男爵ウィリアム・エドワーズ（英語版）の息子）と結婚、子供あり

## 関連図書
- "No. 21297". The London Gazette (英語). 2 March 1852. p. 670. - 1852年3月、オーモンド侯爵の後任として第17代モートン伯爵ジョージ・ダグラスが侍従たる議員（英語版）に任命されたことを発表するロンドン官報